# Karl Bormann (Orgelforscher)
Karl Heinz Bormann (* 20. März 1902 in Eilenburg; † 8. August 1971 in Arnsberg)  war ein deutscher Ingenieur und Orgelforscher. Er war initiierendes Gründungsmitglied der internationalen Gesellschaft der Orgelfreunde.

## Leben
Karl Bormann, der ein begeisterter Organist war, wollte ursprünglich Orgelbauer werden. Sein Vater war mit dieser Idee nicht einverstanden. Daher wurde er Ingenieur der Heiztechnik und betrieb nebenbei Orgelstudien. 1935 gründete er in München eine Firma für Heißwassertechnik. Sein Betrieb wurde als kriegswichtig eingestuft. Daher wurde er im Zweiten Weltkrieg nicht als Soldat eingezogen. In seiner Haupttätigkeit erhielt er zahlreiche Patente.
Karl Bormann war am 4. August 1951 Gründungsmitglied der Gesellschaft der Orgelfreunde in Ochsenhausen. 1964 rief er in Ars Organi Heft 24 auf, einen „Arbeitskreis für Heimorgelbauer“ zu gründen, welchen er ab 1967 leitete.
Bei der Orgeltagung 1971 verunglückte Karl Bormann schwer und starb wenige Tage danach im Krankenhaus Arnsberg, kurz nach dem zwanzigjährigen Jubiläum der Gesellschaft. Sein fertig gestelltes Buch erschien posthum.
Er war mit Franziska Bormann verheiratet. Der Ehe entstammte eine Tochter. Eine seiner engsten Freunde und Wegbegleiter war Walter Supper.
Sein Nachlass ist im Archiv der Waldkircher Orgelstiftung zu finden.

## Bedeutung
Karl Bormann ermöglichte vielen interessierten Laien durch seine Forschungen und seine Veröffentlichungen, sich selbst eine Pfeifenorgel zu bauen. Auf sein Wirken hin besteht heute europaweit ein aktiver Arbeitskreis. Seine Instrumente sind in Privatbesitz spielbar erhalten.

## Veröffentlichungen
- Die gotische Orgel von Bartenstein vom Jahr 1395. In: Ars Organi. Jg. 14, Heft 29, 1966, S. 1–23.
- Die gotische Orgel zu Halberstadt. Merseburger, Berlin 1966.
- Orgel- und Spieluhrenbau. Sanssouci, Zürich 1968.
- Heimorgelbau. Merseburger, Berlin 1972, ISBN 978-3-87537-221-2.
- Orgelbautraktat von Sebastian Wirth (1736–1820). In: Acta Organologica. Bd. 4. Berlin 1970, S. 166–204.

## Hausorgeln

### Hausorgel mit 22 Stimmen

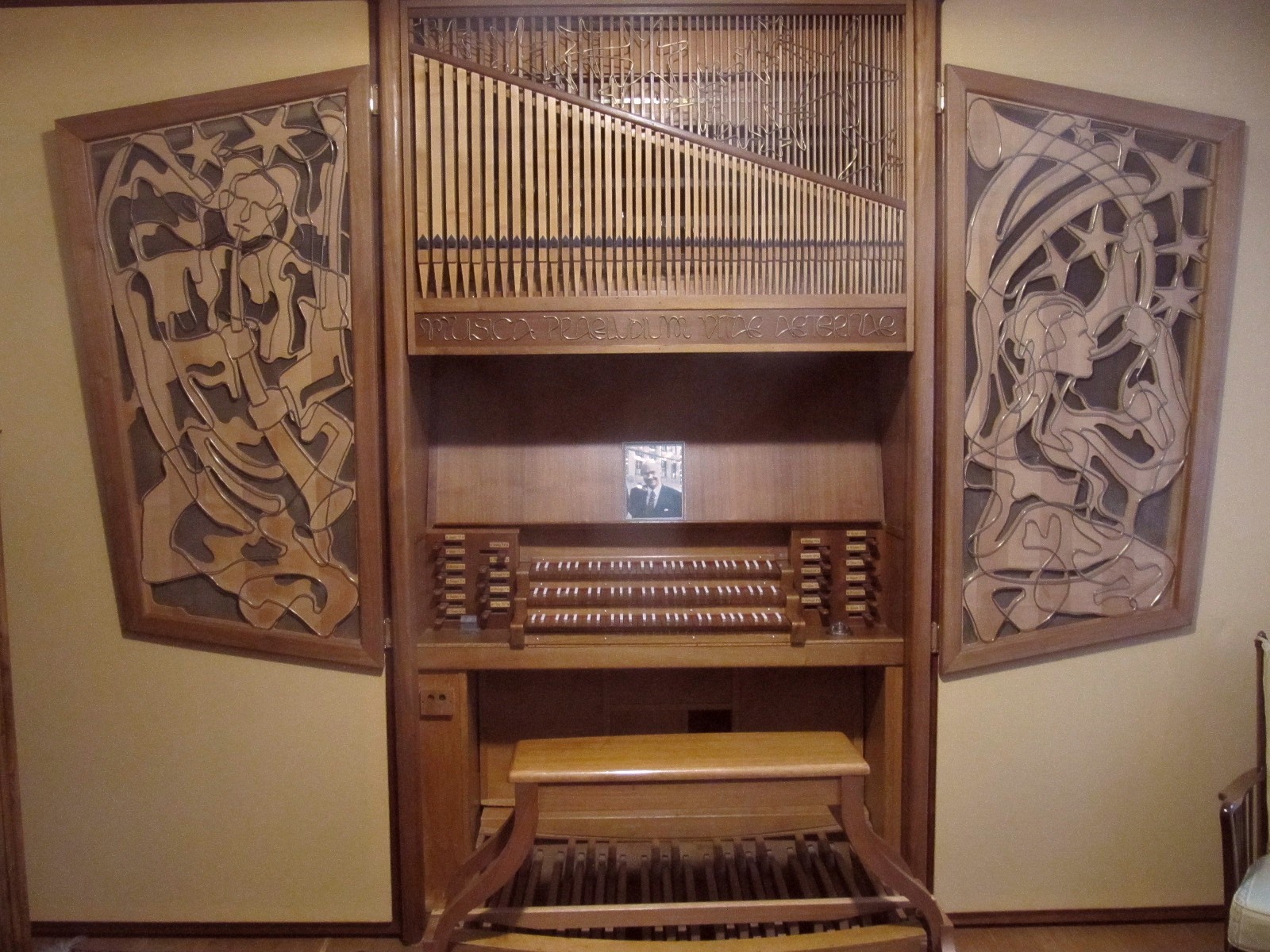
Hausorgel

Diese Hausorgel wurde von Karl Bormann von 1956 bis 1959 in etwa 3200 Stunden erbaut. Das Instrument besteht nur aus Holzpfeifen, es hat Schleifladen, die Spiel- und die Registertraktur sind mechanisch. Der Winddruck beträgt 55 mm WS, die Stimmung ist mitteltönig. Der Prospekt wurde nach einem Entwurf von Walter Supper erbaut.
| I Unterwerk C–g3 |           |
| Gedackt          | 08′       |
| Prinzipal        | 04′       |
| Koppelflöte      | 04′       |
| Quinte           | 2 ⁄3′     |
| Waldflöte        | 02′       |
| Terzsept         | 8⁄5′,8⁄7′ |
| Mixtur III       | 01′       |
| Harfenregal      | 08′       |

| III Oberwerk C–g3 |        |
| Quintadena        | 0 8′   |
| Rohrflöte         | 04′    |
| Prinzipal         | 02′    |
| Kleingedackt      | 02′    |
| Terz              | 1 3⁄5′ |
| Nasat             | 1 ⁄3′  |
| Blockflöte        | 01′    |
| Zimbel II         | 1⁄2′   |

| Pedal C–f1  |     |
| Subbaß      | 16′ |
| Oktavbaß    | 08′ |
| Spitzflöte  | 04′ |
| Pommer      | 04′ |
| Locatio III | 02′ |
| Posaune     | 08′ |

- Koppeln: Koppelmanual auf II, I/P, III/P
- Schweller für das Oberwerk.

### Positiv

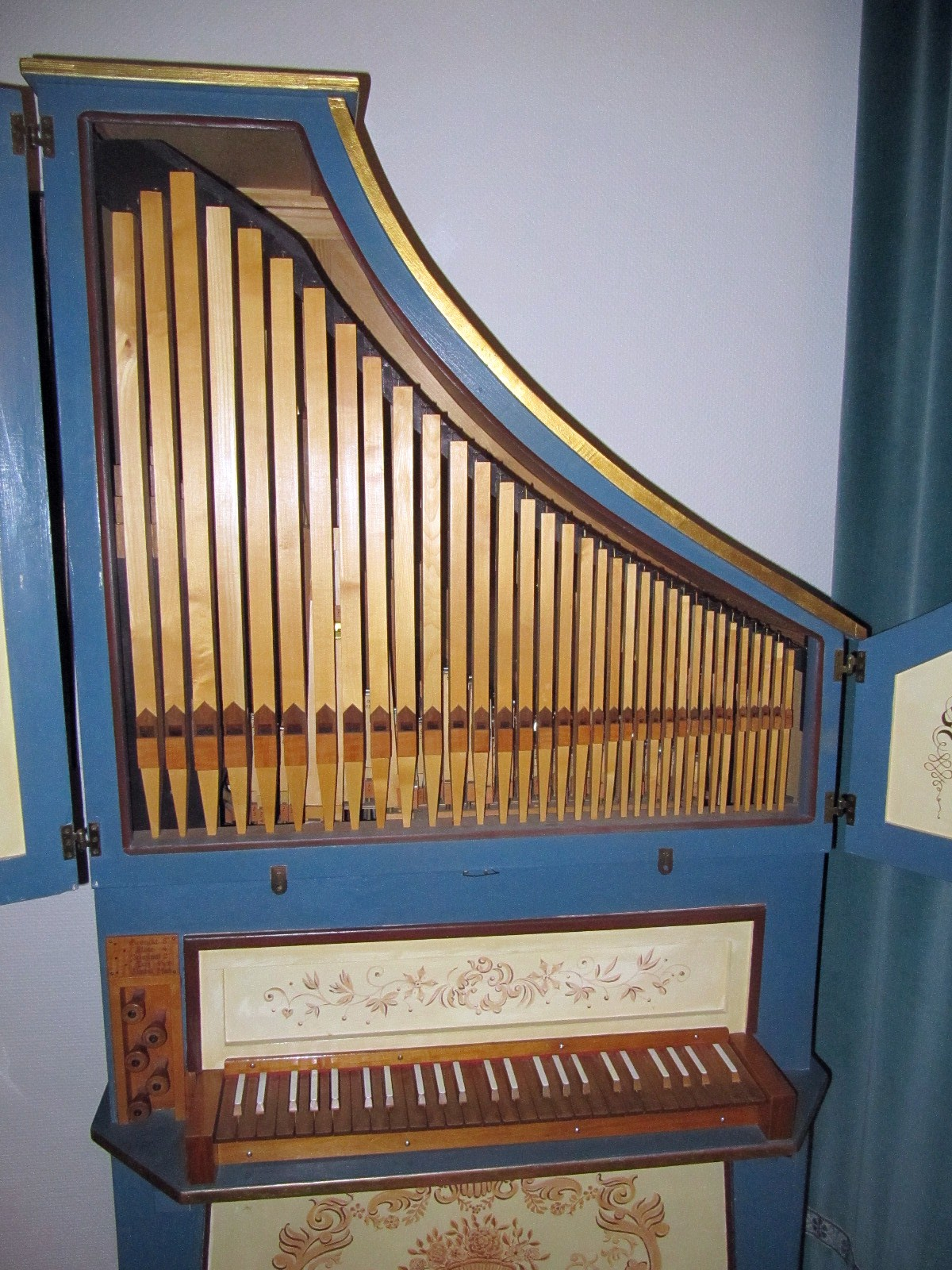
Orgelpositiv

| Manual C–d3  |        |
| Gedackt      | 8′     |
| Flöte        | 4′     |
| Prinzipal    | 2′     |
| Terz (ab c1) | 1 3⁄5′ |
| Zimbel II    | 1⁄2′   |